# Ange Pois
Ange Pois (né et mort à des dates et en des lieux inconnus), est un militaire français, compagnon de la Libération. 

## Biographie
Légionnaire affecté à la 13e demi-brigade de Légion étrangère, il participe à la campagne d'Érythrée. 
Il disparaît sans laisser de traces en juin 1941 et est déclaré absent par jugement du tribunal de grande instance de Paris le 4 juillet 2008.

## Décorations
|  |

| Compagnon de la Libération par décret du 23 juin 1941 |